# Castelo (Belo Horizonte)

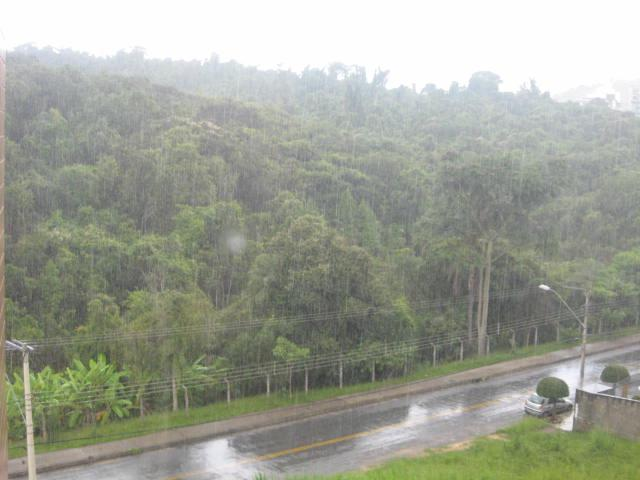
Vista da reserva florestal do bairro Castelo.

Castelo é um bairro nobre de classe média-alta da região da Pampulha, em Belo Horizonte, Minas Gerais.
Suas ruas são caracterizadas por terem nomes de castelos, vilas e cidades famosas de Portugal.

## História
O Castelo é um bairro relativamente novo. A área onde hoje ele se localiza fazia parte da Fazenda dos Menezes (também conhecida como Fazenda da Serra), que era de propriedade do coronel Francisco Menezes Filho e foi responsável durante muitos anos pelo abastecimento de leite, hortaliças e gêneros alimentícios da capital. Durante a década de 1970 com a expansão urbanística da região, os herdeiros do coronel iniciaram o loteamento do terreno. A Cinova, uma das empresas responsáveis pelo loteamento do bairro, também foi responsável pelo loteamento da Cidade Nova, outro bairro nobre na região Nordeste de BH.
O bairro passou a ser habitado na década de 1980, quando começaram as construções das redes de esgoto, de água pluvial e potável.

### Origem do nome
Segundo Lúcio Souza Assumpção, diretor executivo da Cinova, empresa responsável pelo planejamento do bairro, o nome seria Castelo Branco, em homenagem aos militares, porém, para não desagradar a família Menezes, com uma relação política, o nome ficou apenas Castelo.

## Principais vias
Coletoras
Avenida Heráclito Mourao 
- Avenida Tancredo Neves;
- Avenida Miguel Perrela;
- Avenida Altamiro Avelino Soares.
- Rua Leonil Prata

## Transporte coletivo
Linhas de atendimento do transporte coletivo no bairro:
- 3301B: Castelo - Centro[5]
- 54A e 54B: - Circular Dom Bosco - Del Rey
- Linha A via Castelo
- Linha B via Pe. Eustáquio[6]
- 1404A: Palmeiras/Alípio de Melo
- 506: Jardim Alvorada - Via Castelo[7]
- 5203: Castelo/Estrela do Oriente Via Manacás

## Lei de uso do solo
A Lei-9959/2010 atualizou a Legislação de Parcelamento, Ocupação e Uso do Solo e criou limitações para construção de torres no bairro. A lei foi atualizada num momento em que vários edifícios já estavam construídos ou em fase de construção avançada. Com isso, pode provocar a longo prazo um efeito de valorização das torres construídas previamente à lei. 

## Bairros vizinhos
| - Alípio de Melo - Ouro Preto - Paquetá | - Serrano - Jardim Alvorada - Santa Teresinha |